# Zauralje Kurgan
Zauralje Kurgan (ros. Зауралье Курган) – rosyjski klub hokejowy z siedzibą w Kurganie.

## Historia
Dotychczasowe nazwy
- Zauralje Kurgan (1961–1993)
- Mostowik Kurgan (1993–1994)
- Mostowik-Turbinka Kurgan (1994–1995)
- Mostowik Kurgan (1995–2003)
- Zauralje Kurgan (2003–)

Do 2012 i ponownie od 2013 drużyna Zauralje była klubem farmerskim Sibiru Nowosybirsk. W międzyczasie pełnił tę rolę wobec Awangardu Omsk.
Drużyna rezerwowa podjęła występy w RHL. Drużyna juniorska Junior występowała w rozgrywkach MHL-B od 2018 do 2021.
W sezonie 2008/2009 trenerem zespołu był Igor Żylinski.  W listopadzie 2020 szkoleniowcem drużyny został Aleksandr Prokopjew.

## Sukcesy
- Srebrny medal WHL: 2017

## Zawodnicy
W klubie występowali m.in. Anton Kurjanow, Aleksandr Pierieżogin, Andriej Taratuchin (Mostowik) oraz Jewgienij Afonin, Aleksandr Fomiczow, Dmitrij Makarow, Jurij Bucajew, Wadim Krasnosłobodcew, Nikita Zajcew, a obecnie jest nim m.in. Anton Gołubiew